# Liste des Premiers ministres du Niger
Cet article liste les Premiers ministres du Niger depuis l'autonomie de la France. Le poste a été aboli peu après l'indépendance en 1960 et réinstauré en 1983. Il est de nouveau vacant entre le 18 février 2010 et le 23 février 2010.
| N  | Nom                    | Début du mandat   | Fin du mandat     | Parti        |
| 1  | Hamani Diori           | 18 décembre 1958  | 10 novembre 1960  | PPN-RDA      |
| 2  | Mamane Oumarou         | 24 janvier 1983   | 14 novembre 1983  | Indépendant  |
| 3  | Hamid Algabid          | 14 novembre 1983  | 15 juillet 1988   | Indépendant  |
| 4  | Mamane Oumarou         | 15 juillet 1988   | 20 décembre 1989  | MNSD         |
| 5  | Aliou Mahamidou        | 2 mars 1990       | 27 octobre 1991   | MNSD         |
| 6  | Amadou Cheiffou        | 27 octobre 1991   | 17 avril 1993     | Indépendant  |
| 7  | Mahamadou Issoufou     | 17 avril 1993     | 28 septembre 1994 | PNDS-Tarayya |
| 8  | Souley Abdoulaye       | 28 septembre 1994 | 8 février 1995    | CDS-Rahama   |
| 9  | Amadou Cissé           | 8 février 1995    | 21 février 1995   | Indépendant  |
| 10 | Hama Amadou            | 21 février 1995   | 27 janvier 1996   | MNSD-Nassara |
| 11 | Boukary Adji           | 30 janvier 1996   | 21 décembre 1996  | Indépendant  |
| 12 | Amadou Cissé           | 21 décembre 1996  | 27 novembre 1997  | Indépendant  |
| 13 | Ibrahim Hassane Mayaki | 27 novembre 1997  | 31 décembre 1999  | UNIRD        |
| 14 | Hama Amadou            | 31 décembre 1999  | 3 juin 2007       | MNSD-Nassara |
| 15 | Seyni Oumarou          | 3 juin 2007       | 23 septembre 2009 | MNSD-Nassara |
| -  | Albadé Abouba          | 23 septembre 2009 | 2 octobre 2009    | MNSD-Nassara |
| 16 | Ali Badjo Gamatié      | 2 octobre 2009    | 18 février 2010   | MNSD-Nassara |
| -  | Salou Djibo            | 22 février 2010   | 23 février 2010   | Indépendant  |
| 17 | Mahamadou Danda        | 23 février 2010   | 7 avril 2011      | Indépendant  |
| 18 | Brigi Rafini           | 7 avril 2011      | 3 avril 2021      | PNDS-Tarayya |
| 19 | Ouhoumoudou Mahamadou  | 3 avril 2021      | 26 juillet 2023   | PNDS-Tarayya |
| 20 | Ali Lamine Zeine       | 7 août 2023       | en fonction       | Indépendant  |

- (en) Cet article est partiellement ou en totalité issu de l’article de Wikipédia en anglais intitulé « List of heads of government of Niger » (voir la liste des auteurs).